# Gerard Valentín
Gerard Valentín Sancho (ur. 28 lipca 1993 w Gijón) – hiszpański piłkarz występujący na pozycji obrońcy w Deportivo La Coruña.

## Statystyki klubowe
| Sezon   | Klub                | Kraj      | Liga               | Mecze | Bramki | Puchar krajowe | Mecze | Bramki |
| ------- | ------------------- | --------- | ------------------ | ----- | ------ | -------------- | ----- | ------ |
| 2013/14 | Olot                | Hiszpania | Segunda División B | 24    | 0      | Puchar Króla   | 2     | 0      |
| 2014/15 | Gimnàstic Tarragona | Hiszpania | Segunda División B | 24    | 0      | Puchar Króla   | 2     | 0      |
| 2015/16 | Gimnàstic Tarragona | Hiszpania | Segunda División   | 14    | 0      | -              | -     | -      |
| 2016/17 | Gimnàstic Tarragona | Hiszpania | Segunda División   | 32    | 0      | Puchar Króla   | 2     | 0      |
| 2017/18 | Deportivo La Coruña | Hiszpania | Primera División   | 3     | 0      | Puchar Króla   | 1     | 0      |
| 2018/19 | Deportivo La Coruña | Hiszpania | Segunda División   | 1     | 0      | Puchar Króla   | 1     | 0      |
| 2018/19 | CD Lugo             | Hiszpania | Segunda División   | 13    | 1      | -              | -     | -      |

Stan na: 12 czerwca 2019 r.